# Achmat-Kadyrow-Moschee

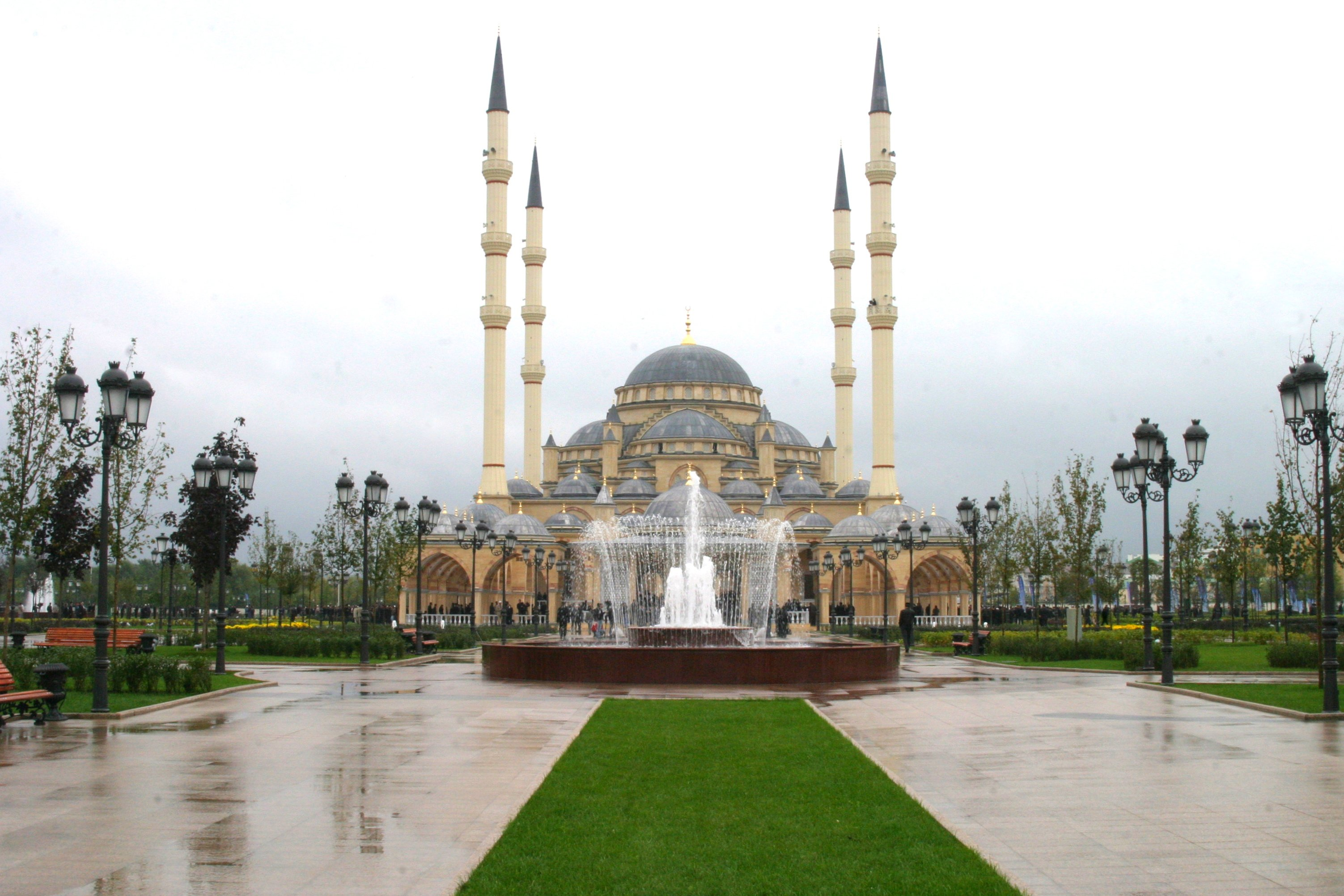
Achmat-Kadyrow-Moschee

Die Achmat-Kadyrow-Moschee in der tschetschenischen Hauptstadt Grosny ist die größte Moschee Russlands.
Benannt ist sie nach Achmat Kadyrow, dem ehemaligen Mufti und Präsidenten der Republik Tschetschenien, der bei einem Bombenanschlag am 9. Mai 2004 in Grosny getötet wurde.

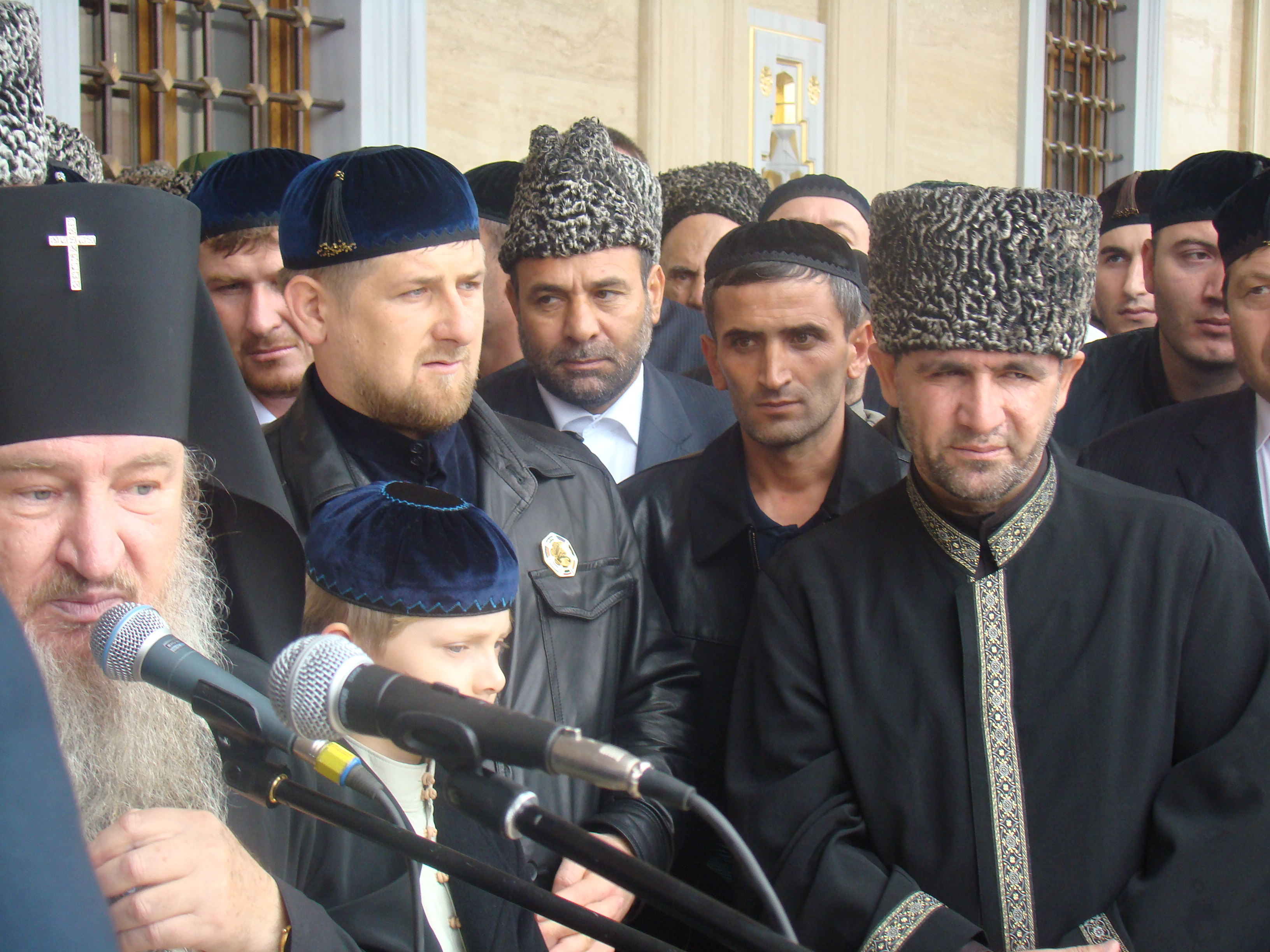
Der Bischof von Stawropol und Wladikawkas Feofan, Achmat Kadyrows Sohn und mittelbarer Nachfolger im Amt Ramsan, der damalige Mufti Sultan Mirsajew und weitere Personen bei der Einweihung der Moschee 2008

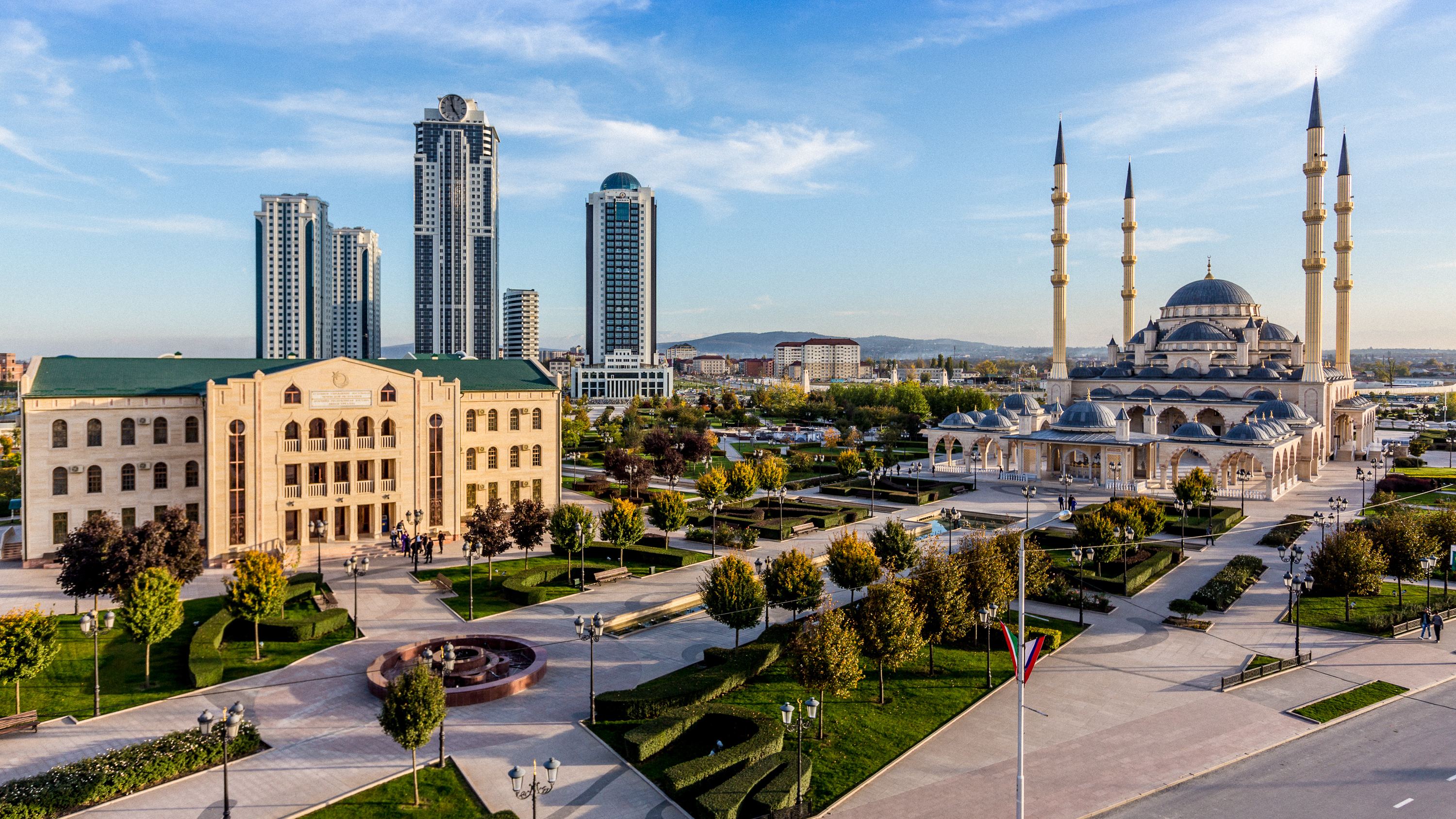
Moschee und Muftiat mit Hochhäusern von „Grosny-City“, der neu erbauten Innenstadt, im Hintergrund

Die Bauarbeiten am Ufer der Sunscha hatten Ende der 1980er Jahre begonnen, wurden aber mehrmals, u. a. durch die beiden Tschetschenien-Kriege von 1994 bis 1996 respektive von 1999 bis 2006, unterbrochen. Ab dem 25. April 2006 errichteten türkische Baufirmen den Bau in nur 30 Monaten für insgesamt 20 Millionen Dollar. Am 17. Oktober 2008 wurde die Moschee, die auch als Herz Tschetscheniens bezeichnet wird, schließlich eröffnet.
Die Moschee kann auf einer Nutzfläche von 5.000 Quadratmeter 10.000 Gläubige aufnehmen. Die vier Minarette sind 62 Meter hoch. Die Außen- und Innenwände wurden aus seltenem Travertin-Kalkstein gebaut und mit weißem Marmor von der türkischen Marmara-Insel verkleidet, die Wände von türkischen Meistern mit speziell langlebigen Farben bemalt. Das Innere wird von 36 Kronleuchtern erhellt, die aus mehreren Tonnen Bronze gegossen und reich mit Glaskristallen besetzt sind. Die Gesamtfläche des Moscheegeländes beträgt 14 Hektar. Das Gebäude ist erdbebensicher ausgelegt.
Die Moschee befindet sich in unmittelbarer Nachbarschaft des tschetschenischen Muftiats. Ihr ist außerdem die russische islamische Kunta-Hadschi-Universität, die dritte ihrer Art in der Föderation, angeschlossen, welche am 20. August 2009 eröffnet wurde.